# Йула, Бенжамен
Бенжамен Йула (фр. Benjamin Youla; род. 12 ноября 1975) — конголезский легкоатлет, специалист по бегу на короткие дистанции. Выступал за сборную Республики Конго по лёгкой атлетике в конце 1990-х — начале 2000-х годов, победитель и призёр первенств национального значения, участник летних Олимпийских игр в Сиднее.

## Биография
Бенжамен Йула родился 12 ноября 1975 года. Занимался лёгкой атлетикой в США во время учёбы в Университете Хастон-Тиллотсон, неоднократно принимал участие в различных студенческих соревнованиях.
Впервые заявил о себе на международном уровне в сезоне 1997 года, когда вошёл в состав конголезской национальной сборной и выступил в беге на 400 метров на чемпионате мира в Афинах — с национальным рекордом 46,62 благополучно преодолел предварительный квалификационный этап, затем в четвертьфинале обновил рекорд до 46,29, но этого оказалось недостаточно для выхода в полуфинальную стадию соревнований.
В 1999 году бежал 400 метров на Всеафриканских играх в Йоханнесбурге.
В 2000 году в дисциплине 400 метров финишировал третьим на открытом чемпионате Океании в Аделаиде. Благодаря череде удачных выступлений удостоился права защищать честь страны на летних Олимпийских играх в Сиднее — в первом раунде пробежал 400-метровую дистанцию за 47,54 и во второй раунд не вышел.
После сиднейской Олимпиады Йула остался действующим спортсменом на ещё один олимпийский цикл и продолжил принимать участие в крупнейших легкоатлетических стартах. Так, в 2001 году в беге на 400 метров он стартовал на Играх франкофонов в Оттаве и на чемпионате мира в Эдмонтоне.
Был заявлен на чемпионат Африки 2002 года в Радесе, но в итоге на старт здесь не вышел.
В январе 2004 года на соревнованиях в американском Хьюстоне установил личный рекорд в беге на 400 метров в помещении — 49,15. По окончании этого сезона завершил спортивную карьеру.